# Saint-Martin-de-la-Cluze
Saint-Martin-de-la-Cluze is een gemeente in het Franse departement Isère (regio Auvergne-Rhône-Alpes) en telt 617 inwoners (2006). De plaats maakt deel uit van het arrondissement Grenoble.

## Geografie
De oppervlakte van Saint-Martin-de-la-Cluze bedraagt 16,5 km², de bevolkingsdichtheid is 36,8 inwoners per km².

### Gehuchten
- Essart-Garin
- La Cognelle
- La Salle
- Le Coin
- Les Benêts
- Les Bétons
- Les Brets
- Les François
- Les Gaillardons
- Les Ridas
- Les Silvains
- Les Vaux
- Paquier

### Aangrenzende gemeenten
- Avignonet
- Sinard

De onderstaande kaart toont de ligging van Saint-Martin-de-la-Cluze met de belangrijkste infrastructuur en aangrenzende gemeenten.

## Demografie
De nabijheid van Grenoble is de reden waarom de bevolking de laatste 20 jaar verdubbelde.
Onderstaande figuur toont het verloop van het inwonertal (bron: INSEE-tellingen).

## Religieus Patrimonium
Romaanse Kapel uit de XIIe eeuw (Saint-Christophe de Paquier)
1. ↑  Populations de référence 2022.